# Ramón Leocadio Bonachea
José Ramón Leocadio Bonachea Hernández (Santa Clara, 9 de diciembre de 1845-Santiago de Cuba, 7 de marzo de 1885) fue un luchador y general del Ejército Libertador cubano, último rebelde de la Guerra Grande (1868-1878).

## Síntesis biográfica
José Ramón Leocadio Bonachea Hernández nació el 9 de diciembre de 1845 en Santa Clara, Cuba. Fue alumno de Miguel Jerónimo Gutiérrez y se inició en la masonería a temprana edad, en Camagüey. En esa misma región, se alzó junto a los camagüeyanos en noviembre de 1868.
Bonachea se destacó por su rechazo a la esclavitud y al régimen colonial imperante en la isla, ganando fama de revoltoso.
Fue acompañado por más de cien hombres, incluso cuando en Oriente ya no se combatía, sin ayuda ni recursos, luchando sin tregua y alcanzando importantes triunfos en diferentes frentes de combate.
El 10 de noviembre de 1878, el Comité Revolucionario Cubano en la ciudad de Nueva York lo ascendió a general de brigada.
Se mantuvo luchando durante 14 meses después del fin de la guerra, abandonando los campos de batalla, sin rendirse, en la Protesta de Jarao (15 de abril de 1879), aun cuando el general Antonio Maceo, sin tener noticias de él, formulaba su Protesta de Baraguá, en la que rechazaba una paz sin independencia.
Bonachea depuso las armas en el lugar conocido como Hornos de Cal, cerca del poblado de Jarao, a escasos kilómetros de la villa Sancti Spíritus, expresando que lo hacía porque era aconsejable y provechoso para el país retirarse de Cuba para prepararse mejor y que el paso dado no significaba su aprobación con el acuerdo firmado en el Pacto del Zanjón.[cita requerida]
El 7 de julio de 1879, el Comité Revolucionario Cubano en Nueva York le otorgó el diploma de general de división, convirtiéndolo en el único jefe militar de la Guerra del 68 que obtuvo ese grado.
Partió posteriormente a la colonia británica de Jamaica, desde donde contactó con otros líderes revolucionarios cubanos para continuar su lucha contra el régimen colonial español.
Al partir de nuevo en diciembre de 1884, el mal tiempo le hizo detener su marcha, y fue apresado por barcos españoles.
Estos lo llevaron al Morro, en Santiago de Cuba. Los españoles lo condenaron a muerte y lo fusilaron el 7 de marzo de 1885.